# Dorothea Rockburne

Dorothea Rockburne, 2009

 Dorothea Rockburne (* 18. Oktober 1934 in Verdun, Québec, Kanada; lebt in New York City, USA) ist eine zeitgenössische kanadische abstrakte Malerin.

## Leben und Werk
Dorothea Rockburne besuchte die Ecole des Beaux-Arts in Montreal und die Montreal Museum School. Im Jahre 1950 zog sie in die USA zum Studium der Mathematik am Black Mountain College bei dem Mathematiker Max Dehn, der ein Leben lang Einfluss auf ihre Arbeit hatte. Sie studierte außerdem bei Franz Kline, Philip Guston, John Cage und bei Merce Cunningham.
Sie traf auch mit dem Studienkollegen Robert Rauschenberg zusammen. Im Jahr 1955 zog Rockburne nach New York City, wo sie viele der führenden Künstler und Dichter der damaligen Zeit traf. Im Jahr 1971 hatte sie ihre erste Einzelausstellung in der Galerie Bykert in New York.
Rockburne ist seit 2001 Mitglied der American Academy of Arts and Letters und wurde 2002 zum Vollmitglied (NA) der National Academy of Design gewählt.
Dorothea Rockburne schöpft ihre künstlerische Motivation in erster Linie aus ihrem Interesse an Mathematik und Astronomie. In ihrer Abstrakten Kunst setzt sie die klassischen Mal- und Zeichentechniken ein, schafft aber auch Collagen und Werke, die aus gemischten Materialien, zum Beispiel Presspappe, Papier, Nägeln, Farbe und Rohöl herstellt werden.
Im Jahr 1972 wurden Arbeiten von ihr auf der Documenta 5 in Kassel in der Abteilung Individuelle Mythologien: Prozesse gezeigt. Sie war auch auf der Documenta 6 im Jahr 1977 als Künstlerin vertreten.
Ebenfalls 1972 gewann sie den Painting Award des Art Institute of Chicago und die Guggenheim Fellowship. Im Jahr 1974 wurde sie mit dem National Endowment for the Arts ausgezeichnet.